# 1966 w muzyce
Wydarzenia muzyczne w 1966 roku.

## Wydarzenia
- 21 stycznia – George Harrison poślubia modelkę Pattie Boyd, którą poznał na planie pierwszego filmu z członkami zespołu The Beatles w rolach głównych, A Hard Day’s Night
- 4 marca – John Lennon w wywiadzie dla londyńskiej gazety The Evening Standard stwierdza, że zespół The Beatles jest teraz bardziej popularny niż Jezus, na co południe USA reaguje paleniem płyt zespołu. Były to jednak słowa wyrwane z kontekstu
- 10 marca – Bob Dylan kończy nagrywać album Blonde on Blonde
- 6 kwietnia – The Beatles w studiu Abbey Road rozpoczynają nagrywać album Revoler
- 13 kwietnia – pierwsze tournée Boba Dylana po Australii i Europie
- 16 maja – zostaje wydany siódmy album Boba Dylana i pierwszy podwójny Blonde on Blonde
- 29 lipca – Bob Dylan ma wypadek podczas jazdy na motocyklu
- 11 sierpnia – John Lennon na konferencji prasowej w Chicago, Illinois przeprasza za swoje słowa wypowiedziane w marcu na temat Jezusa i zaprzecza, jakoby miał na myśli to, iż członkowie zespołu The Beatles są w jakikolwiek sposób więksi lub lepsi od niego
- 13 października – pierwszy występ nowo powstałej grupy The Jimi Hendrix Experience, który odbył się w Évreux
- powstaje zespół The Jackson 5

## Urodzili się
- 1 stycznia – Joachim Mencel, polski pianista i kompozytor
- 4 stycznia – Mike Huckaby, amerykański producent muzyczny i DJ (zm. 2020)
- 5 stycznia – Jerzy Durał, polski muzyk; kompozytor, aranżer, producent muzyczny, autor tekstów, lider zespołu Ziyo
- 8 stycznia – Andrew Wood, amerykański muzyk grunge’owy, wokalista zespołu Mother Love Bone (zm. 1990)
- 9 stycznia – Nacho Sotomayor, hiszpański muzyk, kompozytor i producent muzyczny
- 14 stycznia – Marko Hietala, fiński piosenkarz i basista zespołu Tarot
- 26 stycznia – Stachursky, polski wykonawca muzyki pop i dance
- 28 stycznia – Krzysztof Bara, polski wokalista, lider zespołu Wańka Wstańka & The Ludojades (zm. 2017)
- 2 lutego – Robert DeLeo, amerykański basista rockowy
- 9 lutego – Rachel Bolan, amerykański basista zespołu Skid Row
- 10 lutego – Renata Przemyk, polska piosenkarka, kompozytorka i autorka tekstów
- 12 lutego – Paul Crook, amerykański gitarzysta rockowy
- 15 lutego – Stephen Ackles, norweski piosenkarz, pianista, autor tekstów (zm. 2023)
- 17 lutego
  - Michael LePond, amerykański basista metalowy
  - Denez Prigent, francuski pieśniarz śpiewający w języku bretońskim
- 18 lutego – Krzysztof Szydzisz, polski dyrygent, profesor sztuk muzycznych, specjalista z zakresu emisji głosu, muzykolog, menedżer kultury
- 20 lutego – Krzysztof Misiak, polski gitarzysta rockowy i kompozytor
- 23 lutego – Mark Abrahamian, amerykański gitarzysta rockowy, członek grupy Starship (zm. 2012)
- 27 lutego – Jarosław Żołnierczyk, polski muzyk, koncertmistrz i solista Orkiestry Kameralnej Polskiego Radia „Amadeus”, dr habilitowany nauk muzycznych, nauczyciel akademicki
- 3 marca – Timo Tolkki, fiński muzyk rockowy; gitarzysta, kompozytor i wokalista
- 10 marca – Edie Brickell, amerykańska piosenkarka
- 12 marca – David Daniels, amerykański śpiewak operowy (kontratenor)
- 16 marca – Hans Peter Geerdes, wokalista, lider zespołu Scooter
- 18 marca – Jerry Cantrell, amerykański gitarzysta rockowy, wokalista, kompozytor oraz autor tekstów; muzyk grupy Alice in Chains
- 21 marca – DJ Premier (Christopher E. Martin), amerykański producent i DJ hip-hopowy; wraz z raperem Guru jako grupa hip-hop'owa Gang Starr w latach 80. stworzyli jazz-hop
- 22 marca
  - Irek Grabowski, polski kompozytor, pianista i skrzypek poważny i jazzowy (zm. 2010)
  - Jan Lundgren, szwedzki pianista jazzowy, kompozytor i aranżer, pedagog muzyczny
- 24 marca – Wojciech Drabowicz, polski śpiewak (baryton) (zm. 2007)
- 25 marca – Jeff Healey, kanadyjski gitarzysta bluesowy i jazzowy (zm. 2008)
- 28 marca
  - Indra Lesmana, indonezyjski muzyk jazzowy i kompozytor
  - Jacek Laszczkowski, polski śpiewak operowy (sopran, tenor)
- 30 marca – Joey Castillo, amerykański perkusista rockowy
- 4 kwietnia – Mike Starr, amerykański muzyk rockowy, gitarzysta basowy oraz kompozytor, znany z grupy Alice in Chains (zm. 2011)
- 5 kwietnia – Mike McCready, amerykański muzyk rockowy, gitarzysta, kompozytor, członek zespołu Pearl Jam
- 7 kwietnia
  - Lucie Bílá, czeska wokalistka i aktorka
  - Benon Maliszewski, polski śpiewak operowy (baryton), pedagog muzyczny
  - Mikołaj Trzaska, polski kompozytor, saksofonista i klarnecista
- 8 kwietnia – Iveta Bartošová, czeska piosenkarka (zm. 2014)
- 11 kwietnia – Lisa Stansfield, brytyjska piosenkarka, autorka tekstów i aktorka
- 12 kwietnia – Kohmi Hirose, japońska piosenkarka popowa, autorka tekstów
- 19 kwietnia – Véronique Gens, francuska śpiewaczka (sopran)
- 27 kwietnia – Jan Miłosz Zarzycki, polski dyrygent
- 28 kwietnia – Hartmut Rohde, niemiecki altowiolista, dyrygent orkiestr kameralnych i pedagog
- 8 maja – Brit Turner, amerykański perkusista rockowy, członek zespołu Blackberry Smoke (zm. 2024)
- 9 maja – Jacek Szewczyk, polski gitarzysta występujący z grupą Papa Dance
- 14 maja – Mike Inez, amerykański basista rockowy
- 16 maja – Janet Jackson, amerykańska piosenkarka
- 23 maja – Piotr Chancewicz, polski gitarzysta, realizator nagrań studyjnych i koncertów
- 27 maja
  - Titi DJ, właśc. Titi Dwi Jayati, indonezyjska piosenkarka, modelka i osobowość telewizyjna
  - Sean Kinney, amerykański muzyk metalowy, perkusista oraz kompozytor, członek zespołu Alice in Chains
- 30 maja – Adam Zdunikowski, polski śpiewak operowy (tenor)
- 4 czerwca – Cecilia Bartoli, włoska śpiewaczka operowa (mezzosopran koloraturowy)
- 6 czerwca
  - Adriana Kohútková, słowacka śpiewaczka operowa (sopran)
  - Sean Yseult, amerykańska basistka rockowa, znana głównie jako basistka metalowo-industrialnej grupy White Zombie
- 8 czerwca – Harold Meltzer, amerykański kompozytor (zm. 2024)
- 14 czerwca – Matt Freeman, amerykański basista punkowy
- 16 czerwca – Piotr Grinholc, polski organista, pedagog, realizator dźwięku i kompozytor
- 18 czerwca
  - Aleksander Klepacz, polski wokalista, klawiszowiec i lider grupy Formacja Nieżywych Schabuff
  - Dexter Romweber, amerykański gitarzysta rockabilly (zm. 2024)
- 19 czerwca – Piotr Pawlak, polski gitarzysta i producent
- 22 czerwca
  - Marta Kierska-Witczak, polska dyrygent, chórmistrz, prof. dr hab. sztuk muzycznych
  - Emmanuelle Seigner, francuska modelka, aktorka filmowa i wokalistka
- 24 czerwca – Hope Sandoval, amerykańska wokalistka i autorka tekstów
- 3 lipca – John Psathas, nowozelandzki kompozytor greckiego pochodzenia
- 6 lipca – Andrzej Kozakiewicz, polski gitarzysta rockowy, z wykształcenia politolog; współzałożyciel zespołów Pidżama Porno i Strachy na Lachy
- 8 lipca – Bernard Mendlik, polski dyrygent, prof. dr hab., wykładowca akademicki
- 11 lipca – Kam Lee, amerykański muzyk metalowy, wokalista i perkusista
- 15 lipca
  - Wojciech Trześniowski, polski gitarzysta basowy
  - Jason Bonham, angielski perkusista rockowy
- 20 lipca
  - Stone Gossard, amerykański muzyk, gitarzysta rockowy, członek zespołu Pearl Jam
  - Richard Eddy Watson, amerykański gitarzysta folkowy (zm. 2015)
- 24 lipca
  - Hilarion (Alfiejew), właśc. Grigorij Walerijewicz Alfiejew, rosyjski teolog i kompozytor
  - Mo-Do, właśc. Fabio Frittelli, włoski muzyk (zm. 2013)
  - Grzegorz Wawrzeńczyk, polski muzyk rockowy i folkowy, debiutował w zespole IRA (zm. 2012)
- 25 lipca – Piotr Mikołajczak, polski muzyk, kompozytor muzyki popularnej, teatralnej i filmowej, aranżer, producent filmowy i telewizyjny
- 29 lipca – Martina McBride, amerykańska piosenkarka country
- 30 lipca – White Town, brytyjski piosenkarz i muzyk
- 31 lipca
  - Ben Daglish, angielski kompozytor muzyki do gier komputerowych (zm. 2018)
  - Jarosław Mianowski, polski muzykolog (zm. 2009)
- 5 sierpnia – Marek Andrysek, polski akordeonista i pedagog
- 7 sierpnia – Kristin Hersh, amerykańska piosenkarka i kompozytorka rockowa i folkowa
- 10 sierpnia
  - Kangol Kid, amerykański raper (zm. 2021)
  - Hansi Kürsch, niemiecki muzyk heavymetalowy, basista i wokalista, związany z zespołem Blind Guardian
- 11 sierpnia – Paramitha Rusady, indonezyjska aktorka, modelka i piosenkarka
- 14 sierpnia
  - David Hallyday, francuski piosenkarz, kompozytor i autor tekstów piosenek
  - DJ Kayslay, amerykański didżej (zm. 2022)
- 20 sierpnia – Dimebag Darrell, amerykański gitarzysta rockowy; muzyk zespołów Pantera i Damageplan (zm. 2004)
- 25 sierpnia – Derek Sherinian, amerykański muzyk, kompozytor i producent muzyczny, pianista, keyboardzista, gitarzysta
- 30 sierpnia – Liza Lim, australijska kompozytorka
- 1 września
  - Douglas McCarthy, angielski wokalista, muzyk zespołu Nitzer Ebb (zm. 2025)
  - Ruth Sahanaya, indonezyjska piosenkarka
- 4 września – Biréli Lagrène, francuski gitarzysta jazzowy pochodzenia cygańskiego
- 8 września
  - Carola Häggkvist, szwedzka piosenkarka
  - Ewa Sykulska, polska wokalistka, dyrygentka, kompozytorka i wykładowca akademicki
- 12 września – Marek Sośnicki, polski aktor, piosenkarz, muzyk, kompozytor, autor tekstów, producent muzyczny, reżyser, twórca i lider grupy Tamerlane
- 14 września – Przemysław Maciołek, polski gitarzysta, jeden z założycieli zespołu Poluzjanci (zm. 2015)
- 19 września – Leszek Gnoiński, polski dziennikarz muzyczny
- 20 września – Janusz Sok, polski redemptorysta, muzykolog
- 25 września – Stanisław Bunin, rosyjski pianista, zwycięzca XI Międzynarodowego Konkursu Pianistycznego im. Fryderyka Chopina
- 26 września – James Woolley, amerykański keyboardzista rockowy, muzyk zespołu Nine Inch Nails (zm. 2016)
- 27 września – Jovanotti, właśc. Lorenzo Cherubini, włoski piosenkarz hip-hop
- 30 września – Harald Renner, austriacki muzyk (zm. 2018)
- 1 października
  - Brian Asawa, amerykański śpiewak operowy (kontratenor) (zm. 2016)
  - Wojtek Wierus, polski gitarzysta, współzałożyciel, autor muzyki i tekstów grupy Formacja Nieżywych Schabuff
- 6 października – Tommy Stinson, amerykański gitarzysta basowy
- 10 października – Przemysław Thiele, polski instrumentalista, wokalista, autor tekstów, producent muzyczny i dziennikarz radiowy
- 11 października
  - Pau Donés, hiszpański piosenkarz (zm. 2020)
  - Waldemar Kuleczka, polski gitarzysta, kompozytor i producent muzyczny
- 14 października – Danuta Dudzińska-Wieczorek, polska śpiewaczka operowa (sopran)
- 15 października
  - Bill Charlap, amerykański pianista i kompozytor jazzowy
  - Brenda K. Starr, amerykańska piosenkarka muzyki salsa, latynoskiej i dance-popu
- 18 października – Amadeusz Majerczyk, polski perkusista
- 20 października – Stefan Raab, niemiecki prezenter telewizyjny, komik, aktor komediowy, muzyk, piosenkarz
- 10 listopada – Steve Mackey, angielski gitarzysta basowy, producent, muzyk zespołu rockowego Pulp (zm. 2023)
- 16 listopada
  - Roberta Invernizzi, włoska sopranistka, specjalizująca się w wykonaniach muzyki barokowej
  - Christian Lorenz, niemiecki klawiszowiec, muzyk zespołu Rammstein
- 17 listopada – Jeff Buckley, amerykański piosenkarz, gitarzysta i autor tekstów (zm. 1997)
- 23 listopada – Jeppe Kaas, duński aktor, dyrygent i kompozytor muzyki filmowej
- 24 listopada – Russell Watson, brytyjski tenor wykonujący muzykę operową i popularną
- 25 listopada – Tim Armstrong, amerykański gitarzysta i wokalista punkowy
- 27 listopada – Jacky Terrasson, amerykański pianista jazzowy
- 1 grudnia – Dario Parisini, włoski gitarzysta, kompozytor i aktor (zm. 2022)
- 5 grudnia – Patricia Kaas, francuska piosenkarka
- 8 grudnia
  - Bushwick Bill, amerykański raper pochodzenia jamajskiego (zm. 2019)
  - Sinéad O’Connor, irlandzka piosenkarka, kompozytorka i autorka tekstów (zm. 2023)
- 17 grudnia – Ałła Zahajkewycz, ukraińska kompozytorka
- 18 grudnia
  - Mario Frangoulis, grecki śpiewak operowy (tenor)
  - Jim Mills, amerykański bandżysta bluegrass (zm. 2024)
- 22 grudnia
  - Piotr Łukaszewski, polski gitarzysta, producent, aranżer oraz kompozytor rockowy
  - Marcel Schirmer, niemiecki wokalista i basista metalowy, współzałożyciel grupy Destruction
- 26 grudnia – Aneta Oborny, polska historyk kultury, muzykolog, muzealnik, publicysta, krytyk muzyczny
- 28 grudnia
  - Piotr Beczała, polski śpiewak operowy (tenor liryczny)
  - Wojciech Wojda, polski muzyk, założyciel i wokalista zespołu Farben Lehre
  - Kaliopi, właśc. Kaliopi Bukle, macedońska piosenkarka, kompozytorka i autorka tekstów
- 29 grudnia – Danilo Pérez, panamski pianista i kompozytor

## Zmarli
- 2 lutego – Franciszek Zachara, polsko-amerykański pianista i kompozytor (ur. 1898)
- 9 lutego – Sophie Tucker, amerykańska piosenkarka i aktorka filmowa i radiowa pochodzenia rosyjskiego (ur. 1884)
- 13 lutego
  - Marguerite Long, francuska pianistka (ur. 1874)
  - Kamilla Wardzichowska, polska pianistka, pedagog (ur. 1905)
- 4 marca – Jānis Mediņš, łotewski kompozytor (ur. 1890)
- 3 kwietnia – Marija Łytwynenko-Wohlgemuth, radziecka i ukraińska śpiewaczka operowa (sopran) (ur. 1892)
- 25 kwietnia – Marija Kuzniecowa, rosyjska śpiewaczka operowa (sopran) (ur. 1880)
- 3 maja – Władysław Górzyński, polski dyrygent, kompozytor i skrzypek (ur. 1887)
- 5 maja – Daňatar Öwezow, turkmeński kompozytor (ur. 1911)
- 10 maja – Artur Argiewicz, amerykański skrzypek i pedagog polsko-żydowskiego pochodzenia (ur. 1881)
- 24 maja – Stefania Lachowska, polska kompozytorka (ur. 1898)
- 8 czerwca – Jens Kidman, szwedzki muzyk, kompozytor, wokalista, autor tekstów i instrumentalista; członek zespołu Meshuggah
- 12 czerwca – Hermann Scherchen, niemiecki dyrygent (ur. 1891)
- 29 czerwca – Arthur Meulemans, flamandzki kompozytor, dyrygent i pedagog (ur. 1884)
- 27 lipca – Pál Járdányi, węgierski kompozytor i muzykolog (ur. 1920)
- 31 lipca – Bud Powell, amerykański pianista jazzowy (ur. 1924)
- 9 sierpnia – Gösta Nystroem, szwedzki kompozytor i malarz (ur. 1890)
- 15 sierpnia – Jan Kiepura, polski śpiewak operowy (tenor) (ur. 1902)
- 22 sierpnia – Apolinary Szeluto, polski kompozytor, pianista, adwokat (ur. 1884)
- 23 sierpnia – Mosze Kusewicki, polsko-amerykański kantor i śpiewak operowy (tenor liryczny) (ur. 1889)
- 27 sierpnia – Zbigniew Rawicz, polski piosenkarz (ur. 1912)
- 11 września – Magdalena Bylczyńska, polska pianistka i pedagog muzyczny (ur. 1887)
- 17 września – Fritz Wunderlich, niemiecki śpiewak operowy (tenor liryczny) (ur. 1930)
- 11 października – Zygmunt Wichary, polski pianista, kompozytor, aranżer, lider orkiestr i zespołów rozrywkowych, dyrygent, akompaniator, popularyzator jazzu (ur. 1928)
- 29 października – Gertruda Konatkowska, polska pianistka (ur. 1895)
- 2 listopada – Mississippi John Hurt, afroamerykański gitarzysta i pieśniarz bluesowy i folkowy (ur. 1893)
- 12 listopada – Quincy Porter, amerykański kompozytor i pedagog (ur. 1897)
- 24 listopada – Nikołaj Pieczkowski, rosyjski aktor i śpiewak operowy (tenor) (ur. 1896)
- 28 listopada
  - Józef Eichstädt, polski kontrabasista, pedagog (ur. 1906)
  - Vittorio Giannini, amerykański kompozytor (ur. 1903)
- 6 grudnia – Hermann Heiss, niemiecki kompozytor, pedagog i teoretyk muzyki (ur. 1897)
- 24 grudnia – Gaspar Cassadó, hiszpański kompozytor i wiolonczelista (ur. 1897)
- 31 grudnia – Louis Persinger, amerykański skrzypek, pianista, dyrygent i pedagog (ur. 1887)

## Albumy

### polskie
- To właśnie my – Czerwone Gitary
- Astigmatic – Komeda Quintet
- Niebiesko-Czarni – Niebiesko-Czarni
- Jerzy Połomski śpiewa – Jerzy Połomski
- Tercet Egzotyczny – Tercet Egzotyczny
- Violetta Villas – Violetta Villas

### zagraniczne
- Pet Sounds – The Beach Boys
- Help! – The Beatles
- Revolver – The Beatles
- Fifth Dimension – The Byrds
- Fresh Cream – Cream
- Sunshine Superman – Donovan
- Blonde on Blonde – Bob Dylan
- Lightfoot! – Gordon Lightfoot
- Blues Breakers with Eric Clapton – John Mayall
- The Monkees – The Monkees
- Black Monk Time – The Monks
- The Orbison Way – Roy Orbison
- The Classic Roy Orbison – Roy Orbison
- East-West – The Paul Butterfield Blues Band
- Aftermath – The Rolling Stones
- A Web of Sound – The Seeds
- The Seeds – The Seeds
- Sounds of Silence – Simon & Garfunkel
- Parsley, Sage, Rosemary and Thyme – Simon & Garfunkel
- Conquistador! – Cecil Taylor
- Unit Structures – Cecil Taylor
- A Quick One – The Who
- Roger the Engineer – The Yardbirds
- Freak Out! – The Mothers of Invention
- Bing Crosby’s Treasury – The Songs I Love – Bing Crosby
- Relaxin’ – Dean Martin
- Somewhere There’s a Someone – Dean Martin
- Dean Martin Sings Songs from „The Silencers” – Dean Martin
- The Hit Sound of Dean Martin – Dean Martin
- Happy in Love – Dean Martin
- The Best of Dean Martin – Dean Martin
- The Dean Martin Christmas Album – Dean Martin
- The Dean Martin TV Show – Dean Martin
- Bright Lights & Country Music – Ricky Nelson
- On the Flip Side – Ricky Nelson i Joanie Sommers
- The Summit – Bing Crosby, Dean Martin, Frank Sinatra oraz Sammy Davis Jr.
- Lightly Latin – Perry Como
- Perry Como in Italy – Perry Como

## Muzyka poważna
- 2. Międzynarodowy Konkurs Pianistyczny im. Van Cliburna
- Powstaje For 24 Winds Lukasa Fossa
- Powstaje Cello Concerto Lukasa Fossa

## Opera
- 8 października – premiera opery Ameryka Romana Haubenstocka-Ramatiego[1]

## Film muzyczny
- Podrap mnie w plecy – (Elvis Presley)
- Sposób na spędzanie czasu – (Elvis Presley)

## Nagrody
- Konkurs Piosenki Eurowizji 1966
  - „Merci Chérie”, Udo Jürgens